# عمارة أستورية

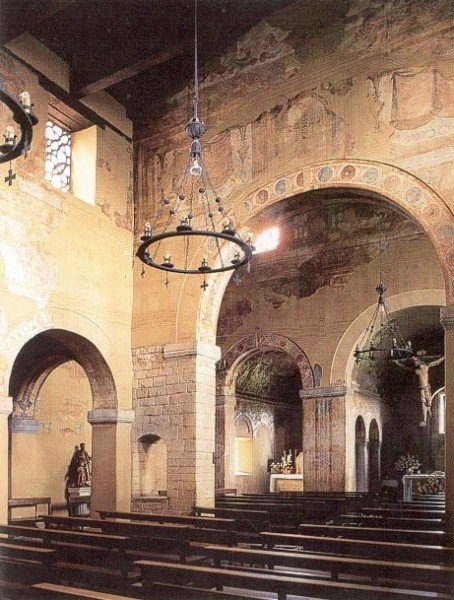
كنيسة سان خوليان دي لوس برادوس في أوفييدو

أُطرت العمارة ما قبل الرومانسيكية في أستورياس بين عامي 711 و910، وهي فترة إنشاء وتوسيع مملكة أستورياس.

## لمحة تاريخية
وصل القوط، وهم قبيلة دخلت المسيحية من أصل جرماني شرقي، في القرن الخامس إلى شبه الجزيرة الأيبيرية بعد سقوط الإمبراطورية الرومانية، وسيطروا على معظم الأراضي في محاولة منهم للاستمرار في النظام الروماني بما يسمى أوردو غوثوروم.
توفي غيطشة الملك القوطي الغربي في عام 710، وبدلًا من أن يخلفه أكبر أبنائه الثلاثة أجيلا، اغتصب العرش دوق بايتيكا، لذريق. سعى الوريث الصغير للحصول على دعم من أجل استعادة العرش، وبصرف النظر عن الدعم المحلي، اقترب من المملكة الإسلامية في شمال أفريقيا. حصل طارق، خليفة حاكم دمشق في طنجة، على إذن للذهاب بجيشه إلى إسبانيا والاستعداد لمواجهة الجيش القوطي للملك لذريق.
وقعت معركة وادي لكة في 19 يوليو من عام 711، وقتل أنصار وريث غيطشة الملك لذريق بدعم من جيش طارق المسلم، ودمروا جيش القوط الغربيين. استغل طارق وقواته بعد ذلك تفوقهم العسكري وساروا في العاصمة القوطية، توليدو واستولوا عليها دون معارضة تقريبًا.
حارب المرتزقة الأستوريون بحسب ما جاء بسجلات الأحداث، الذين كانوا قد جُندوا بالفعل من قبل الرومان لشجاعتهم وروحهم القتالية، إلى جانب الملك لذريق. لجأ هؤلاء المحاربون مع بقية الجيش القوطي المنسحب إلى جبال أستورياس، حيث حاولوا حماية الآثار المقدسة من كاتدرائية توليدو وأهمها التابوت المقدس الذي يحتوي على عدد كبير من الآثار من القدس.
نشأت مملكة أستورياس بعد سبع سنوات بالضبط، في عام 718، عندما قررت قبائل أستور التي انضمت إلى التجمع تعيين بيلايو قائدًا لها، وهو شخص من أصل غير مؤكد، لأنه بالنسبة لبعض المؤرخين كان رجلًا نبيلًا من القوط الغربيين هرب من المسلمين الغزاة، بينما كان بالنسبة لآخرين نبيلًا محليًا مرتبطًا بمملكة القوط الغربيين. بغض النظر عن الحالة، انضم بيلايو إلى القبائل المحلية والقوط الغربيين اللاجئين تحت حمايته بقصد استعادة النظام القوطي تدريجيًا، استنادًا إلى نموذج مملكة توليدو السياسي.
اختفت مملكة أستورياس مع الملك ألفونسو الثالث الذي توفي في ديسمبر من عام 910. تمكن الاثنا عشر ملكًا من السلالة الذين نصبهم بيلايو من استعادة أراضيهم من المسلمين (ليون وجليقية وقشتالة) في غضون 200 عام تقريبًا، وهي العملية التي تطلبت في النهاية نقل البلاط جنوبًا إلى ليون، لموقعها الاستراتيجي في النضال الذي بلغ ذروته بعد 800 عام من بدأه في عام 1492، مع الاستيلاء على غرناطة وطرد آخر ملك عربي من شبه الجزيرة الإيبيرية. يتضمن علم أستورياس صليبًا ذهبيًا (يُدعى على نطاق واسع «لا فيكتوريا»)، مع خلفية زرقاء مع الشعار اللاتيني (مع هذه العلامة سيكون المتدين محميًا، مع هذه العلامة سنهزم العدو)، يلخص الطابع الموحد الذي أعطى المسيحية النضال المسلح.

## ما قبل الرومانسيكية باعتبارها تعبيرًا فنيًا للملكية الأستورية
تُعد ما قبل الرومانسيكية الأستورية ميزة فريدة في جميع أنحاء اسبانيا، أنشأت وطورت خلال دمجها لعناصر من أساليب أخرى (القوطية الغربية والمستعربية والتقاليد المحلية)، شخصيتها وخصائصها الفريدة ووصلت إلى مستوى كبير من التحسين، ليس فقط فيما يتعلق بالبناء، بل أيضًا من ناحية التزيين وزخرفة الذهب. يمكن رؤية هذا الجانب الأخير في أعمال ذات صلة مثل صليب الملائكة وصليب النصر وصندوق العقيق (الموجود في الغرفة المقدسة لكاتدرائية أوفييدو)، وعاء حفظ رفات القديس في كاتدرائية أسترقة وصليب سانتياغو. كعمارة بلاط، تبع موقع الآثار ما قبل الرومانسيكية في أعقاب المواقع المختلفة لعاصمة المملكة، من موقعها الأصلي في كانغاس دي أونيس (اوسترياس الشرقية)، عبر برافيا (غرب الساحل المركزي)، إلى موقعها النهائي في أوفييدو، المركز الجغرافي للمنطقة.
اتبعت الأستورية ما قبل الرومانسيكية فيما يتعلق بتطورها، وذلك منذ ظهورها «تسلسلًا نمطيًا مرتبطًا ارتباطًا وثيقًا بالتطور السياسي للمملكة، وقد حُددت مراحلها بوضوح». يجري تمييز خمس مراحل، هي الفترة الأولى (737- 791) تنتمي إلى عهد ملوك فافيلا، ألفونسو الأول وفرويلا الأول وأوريليوس وسايلو وموريجاتوس وفيرمودو الأول. تضم المرحلة الثانية عهد ألفونسو الثاني (791- 842)، وقد دخلت مرحلة تعريف أسلوبية، وتشمل المرحلة الثالثة عهد رامييرو الأول (842- 850) وأوردونيو الأول (850- 866)، وتنتمي المرحلة الرابعة إلى عهد ألفونسو الثالث (866- 910)، بينما تتزامن المرحلة الخامسة والأخيرة مع نقل البلاط إلى ليون واندثار مملكة أستورياس، وفي الوقت نفسه اختفاء ما قبل الرومانسيكية الأستورية.

## المعالم الأثرية

### المرحلة الأولى (737- 791)
سُجل وجود كنيستين من هذه الفترة، أي من نهضة المملكة الشابة وبداية قوتها. الكنيسة الأولى هي كنيسة سانتا كروز (737) في الموقع الأصلي للبلاط في كانغاس دي أونيس التي لا نملك عنها سوى مراجع مكتوبة، لأنها دُمرت في عام 1936. يعود تاريخ الكنيسة الحالية الموجودة مكانها إلى عام 1950، بُنيت مثل الأصلية على تل يغطي دولمن. تقول الأسطورة أن اسم سانتا كروز («الصليب المقدس») يأتي من الصليب الذي حمله الملك بيلايو في معركة كوفادونجا، وهي أول «انتصار صغير» ضد العرب. كُسي الصليب لاحقًا بالذهب والأحجار الكريمة (عهد ألفونسو الثالث) وأصبح يُسمى لا فيكتوريا، وأصبح أيضًا شعارًا للعلم الأستوري. تشير السجلات إلى أن كنيسة سانتا كروس قد بُنيت من الحجارة وتمتلك صحنًا واحدًا مع قبو برميلي ومصلى رئيسي في جانب واحد.
الكنيسة الثانية هي كنيسة سان خوان أبوستول إي إيفانجيليستا، سانتياس دي برافيا، الواقعة في سانتيان. نتج بناؤها عن انتقال البلاط الملكي من كانغاس دي أونيس إلى برافيا، وهي مستوطنة رومانية قديمة (فلافيوم نافيا) وتقاطع طرق. أظهرت الكنيسة التي بُنيت بين عامي 774 و783، عددًا من العناصر التي تعود لما قبل الرومانسيكية الأستورية، وهي عبارة عن مخطط أرضي للبازيليكا مواجه للشرق (صحن مركزي وممران جانبيان)، مفصولين بثلاثة أقواس نصف دائرية، أمام الصحن المركزي بطول يساوي عرض الممرات الثلاثة. امتلكت أيضًا حنية نصف دائرية مفردة ومدخل خارجي مسقوف وسقف خشبي فوق الصحن.
تُعرض العديد من العناصر الزخرفية المنحوتة التي تحمل أشكال الزهور أو أشكال هندسية (وهو شيء معتاد في سمات ما قبل الرومانسيكية اللاحقة)، في خزانة الكنيسة حيث يوجد متحف.

## وصلات خارجية
- العمارة ما قبل الرومانسكيَّة في أوفييدو
- معرض صور